# موسيان (فلاورجان)
موسيان (بالفارسية: موسیان) هي قرية تقع في قسم ابريشم الريفي (مقاطعة فلاورجان) في إيران. يقدر عدد سكانها بـ 1,478 نسمة .